# Ultimate or Incomplete
『Ultimate or Incomplete』（アルティメット・オア・インコンプリート）は、SCRIPTの通算5枚目のアルバム。2003年5月23日にAFD RECORDSよりリリース。

## 概要
前作『Fantastic or Drastic』より約4ヵ月後のリリース。「SCRIPT domestic industry」の第二弾アルバムである。また本作を境にボーカルの佐々木收が「佐々木収」より改名している。
アルバム収録曲「SINGLES」は2004年にリリースされたミュージック・ビデオ『SCRIPT Rock Inventions〜MUSIC VIDEO CLIPS〜』にプロモーション映像が収録されている。
また、同曲は稲川淳二の怪談CD『MYSTERY NIGHT TOUR Selection2「北海道の花嫁」~心を癒す怪談集~』にもテーマソングとして収録されている。

## 収録曲
| #         | タイトル               | 作詞・作曲 | 時間  |
| --------- | ---------------------- | ---------- | ----- |
| 1.        | 「SINGLES」            | 佐々木收   | 5:18  |
| 2.        | 「Bambi Jump」         | 渡邊崇尉   | 4:05  |
| 3.        | 「Switch」             | 渡邊崇尉   | 3:49  |
| 4.        | 「Ultimate Machine」   | 佐々木收   | 4:24  |
| 5.        | 「夏一番」             | 佐々木收   | 4:09  |
| 6.        | 「アイスキャンディー」 | 佐々木收   | 2:49  |
| 7.        | 「0時10分」            | 佐々木收   | 4:21  |
| 8.        | 「エール」             | 渡邊崇尉   | 5:03  |
| 9.        | 「トーキョー・ブルー」 | 佐々木收   | 4:45  |
| 合計時間: | 合計時間:              | 合計時間:  | 38:43 |